# Narratives Interview
Das narrative Interview ist eine qualitative Methode der Sozialwissenschaften, um Daten eines Interviewpartners in einer bestimmten Art und Weise zu erhalten und auszuwerten. Die Methode wurde von Fritz Schütze in die Sozialforschung eingeführt und wird vor allem in der biographischen Forschung verwendet. Wichtig ist für diese Interviewform der Begriff Erzählung (siehe auch Erzähltheorie).

## Geschichte
Das narrative Interview als Methode der empirischen Sozialforschung wurde in Deutschland etwa ab den 1970er Jahren entwickelt. Dabei wurde auf Konzepte aus Phänomenologie (Alfred Schütz), Ethnomethodologie, symbolischem Interaktionismus (George Herbert Mead) und Wissenssoziologie (Karl Mannheim) zurückgegriffen. Bei der Interviewauswertung spielen Annahmen der Sprachsoziologie sowie psychoanalytische Methoden eine bedeutende Rolle.

## Ziel der Methode
Ziel der Methode im Rahmen biographischer Forschung ist nicht etwa die Erfassung objektiver Daten eines Lebenslaufes wie Schulbildung, Verlauf der Erwerbsbiographie o. ä., welche prinzipiell problemlos mit quantitativen Methoden erfassbar sind. Stattdessen soll durch die Erfassung und Interpretation der Erzählung der eigenen Biographie des Interviewten dessen eigene Perspektive in Form der von ihm konstruierten subjektiven Sinnzusammenhänge erfasst werden.
Zentral ist dabei die vor allem im Symbolischen Interaktionismus entwickelte Annahme, „dass die soziale Wirklichkeit nicht außerhalb des Handelns der Gesellschaftsmitglieder ‚existiert‘, sondern jeweils im Rahmen kommunikativer Interaktionen hergestellt wird.“ Demnach sind die Feinheiten der Biografie als sozialer Wirklichkeit nur über die Versprachlichung durch die Beteiligten erfassbar.
Dabei hat die Interviewauswertung nicht, wie es etwa bei gängigen quantitativen Methoden der Fall ist, die Funktion, Forschungshypothesen zu überprüfen. Stattdessen steht vor der Interviewführung die Formulierung einer offenen Forschungsfrage. Aus der Interpretation der geführten Interviews werden danach Hypothesen gewonnen, die die Forschungsfrage beantworten.

## Die Form des Interviews
Eröffnet wird das narrative Interview durch eine dem Thema entsprechende Eingangsfrage (Erzählaufforderung), welche die Haupterzählung des Interviewten stimulieren soll.
Diese besondere Form des Interviews zeichnet sich vor allem dadurch aus, dass der Verlauf des Interviews völlig offen ist und dem Interviewten genügend Zeit gegeben wird, über besonders entscheidende Punkte seines Lebens zu erzählen. Man spricht deshalb auch oft vom erzählenden Interview. Es wird dabei eine Stegreiferzählung angestrebt, während der Erzählende nicht unterbrochen werden darf und die er selbst beendet. Eine Besonderheit hierbei ist, dass möglichst nur erzählt werden soll, nicht aber bewertet oder argumentiert. Die verschiedenen Arten des Vortrags (Erzählung, Bewertung, Argumentation) werden in der späteren Analyse des Interviews differenziert, wobei primär die Erzählung von Interesse für die Interpretation ist.
Das Ende der Stegreiferzählung wird durch eine Koda signalisiert, wie z. B. „Das wars eigentlich.“, „Das wäre so der heutige Stand.“
Im nun anschließenden narrativen Nachfrageteil können gewisse Ansätze zur Erzählung, die möglicherweise nicht oder nur unzureichend ausgeführt wurden, durch erneute Erzählaufforderung vom Interviewer aufgegriffen werden.
Im Unterschied zu anderen qualitativen Interviews dient das narrative Interview nicht dem Zweck, vorher aufgestellte Hypothesen mit Hilfe des Interviews zu prüfen. Stattdessen wird das Interview mit texthermeneutischen Methoden interpretiert und daraus Hypothesen gewonnen.

## Kognitive Figuren nach Schütze
Erlebnisse werden nach Schütze in Form von vier kognitiven Figuren im menschlichen Gedächtnis aufgeschichtet und können beim Erzählen wieder aktiviert werden:
- Erzählträger: das sind die handelnden Akteure innerhalb eines sozialen Prozesses, sie werden signifikant eingeführt
- Ereigniskette: die Darstellung des erzählten Prozesses in Einzelgliedern
- Situationen: das sind besonders verdichtete Kernpunkte des Prozesses, mit hohem Detailreichtum, häufig Wechsel in die direkte Rede
- Thematische Gesamtgestalt: die zentrale Problematik und ihre Entwicklung in der Geschichte, eine Typisierung des Themas, Zuordnung von Moral

## Phasen eines narrativen Interviews
Das Narrative Interview kann in fünf Phasen eingeteilt werden:
1. Erklärungsphase: Dem Befragten wird erklärt, dass es sich nicht um ein Frage-Antwort-Interview handelt, sondern er erzählt und der Interviewer wird ihm aufmerksam zuhören. (Ggf. fragt der Interviewer, ob er das Gespräch aufzeichnen darf und erklärt, dass es später zwecks Datenschutz anonymisiert wird.)
2. Einleitung: Der Interviewer erklärt, welcher Aspekt ihn besonders interessiert, da es dem Interviewten nicht möglich sein wird, sein ganzes Leben bis ins kleinste Detail zu schildern. Er stellt die Einstiegsfrage. → Erzählaufforderung
3. Erzählphase: Der Befragte erzählt so lange, bis er die Erzählung selbst beendet. Pausen müssen vom Interviewer ausgehalten werden.
4. Nachfragephase: Ist etwas unklar geblieben, so kann der Interviewer jetzt nachfragen. Zusätzlich kann er Themen ansprechen, die er sich auf seinem Interviewleitfaden notiert hatte, die aber noch nicht zur Sprache kamen.
5. Bilanzierung: Interviewer und Interviewter können sich über den Verlauf des Interviews unterhalten. Oft war es für den Befragten das erste Mal, dass er an einem Narrativen Interview teilgenommen hat und er möchte sich über seine Erfahrungen austauschen.

Die Prinzipien des narrativen Interviews wurden auf professionelles pädagogisches, beraterisches und soziales Handeln übertragen und eine biographisch-narrative Gesprächsführung entwickelt.